# Арцимович, Нинель Григорьевна
Нелли Георгиевна (Нинель Григорьевна) Арцимович 29 января 1927, Бендер-Энзели, Гилян — 2 мая 2023) — советский, российский иммунолог; доктор медицинских наук, профессор (1977).

## Биография
Окончила лечебный факультет 1-го Московского медицинского института. В 1949—1959 гг. работала хирургом, заведующим хирургическим отделением. С 1959 г. — в Институте экспериментальной биологии АМН СССР. В 1973—1985 гг. заведовала лабораторией НИИ при БИХС. В 1985—2003 гг. — заведующая лабораторией иммунокоррекции в Институте иммунологии Министерства здравоохранения РФ.
Одновременно в 1976—2003 гг. — профессор биологического факультета МГУ, читала созданный ею курс лекций по сравнительной иммунологии; с 1997 г. — профессор Московского педагогического государственного университета.
Умерла 2 мая 2023 года. Похоронена рядом с мужем на Новодевичьем кладбище Москвы.

### Семья
Муж — Лев Андреевич Арцимович (1909—1973) — советский физик, академик АН СССР, Герой Социалистического Труда.
- сын — Вадим[4].

## Научная деятельность
Основные направления исследований:
- консервирование органов и тканей и изучение их антигенных свойств;
- создание иммунологической толерантности у взрослых организмов с помощью гомологичных полисахаридов, липидов и водорастворимых печёночных антигенов;
- диагностика и лечение синдрома хронической усталости и иммунной дисфункции (поствирусного осложнения, связанного с нарушением центральной нервной системы).

Создала новое научное направление — иммунофармакологию.
Научные достижения:
- показана возможность сохранения антителообразующей функции иммунокомпетентными клетками, подвергнутыми глубокому замораживанию (1966);
- доказана возможность получения активных антилимфоцитарных сывороток и иммуноглобулинов с помощью лиофилизированных иммунокомпетентных клеток (1969);
- выделен из ткани печени и охарактеризован белок с молекулярной массой 70 кДа, обладающий супрессорной активностью;
- созданы и разрешены к клиническому применению иммуностимулятор «Кемантан» (1987), психонейроиммуномодулятор с широким спектром действия «Бромантан» (1992)[5].

В 1964 г. защитила кандидатскую, в 1971 г. — докторскую диссертацию. Профессор по специальности «Аллергология и иммунология» (1977).
В 1991 г. избрана членом-корреспондентом, в 1995 г. — академиком РАЕН. Академик Нью-Йоркской академии наук (26 марта 1991).
Входила в состав Научно-методического совета по биологическому образованию (с 1980 г.); проблемной комиссии «Нейроиммунофизиология» при президиуме РАМН; редакционной коллегии реферативного журнала «Клиническая иммунология и аллергология. Иммунореабилитация. Иммунофармакология».
Автор более 300 научных работ, 5 монографий, 2 патентов, 14 авторских свидетельств. Подготовила более 30 докторов и кандидатов наук.

### Избранные труды
- Арцимович Н. Г. Иммунобиологические свойства свежих и консервированных тканей при ауто- и гомопластике (Эксперим. исследование) : Автореф. дис. … д-ра мед. наук. — М., 1971. — 28 с.
- Арцимович Н. Г. Иммунология эмбриогенеза : Курс лекций для студентов биол. фак. гос. ун-тов. — М.: Изд-во МГУ, 1987. — 91 с. — 1500 экз.
- Арцимович Н. Г. Программа дисциплины «Основы иммунологии» для государственных Университетов. — Изд-во Моск. ун-та, 1991.
- Арцимович Н. Г., Белокрылов Г. А., Василенко А. М. и др. Иммунофизиология / Под ред. Е. А. Корневой. — СПб.: Наука. Санкт-Петербург. изд. фирма, 1993. — 683 с. — (Основы современной физиологии). — 800 экз. — ISBN 5-02-025815-6.
- Арцимович Н. Г., Галушкина Т. С. Синдром хронической усталости. — М.: Науч. мир, 2002. — 220 с. — 500 экз. — ISBN 5-89176-119-X.

## Награды и признание
- Заслуженный деятель науки РСФСР (1990)
- Золотая медаль ВДНХ
- значок «Отличнику здравоохранения».